# کالینگا (منطقه)
کالینگا (انگلیسی: Kalinga)، یک منطقه تاریخی  هند است. به طور کلی به عنوان منطقه ساحلی شرقی بین رودخانه‌های  گنگ (رود) و  گوداواری تعریف می‌شود، اگرچه مرزهای آن با قلمرو حاکمانش در نوسان است. قلمرو اصلی کالینگا اکنون تمام  اودیشا و بخشی از شمال  آندرا پرادش را در بر می گیرد. در وسیع‌ترین گستره‌اش، منطقه کالینگا همچنین شامل بخش‌هایی از  چتیسگر امروزی بود که تا  امارکانتاک در غرب امتداد داشت. در دوره باستان تا ساحل گنگ (رود) گسترش یافت.